# حزب کمونیست مجارستان
حزب کمونیست مجارستان (مجاری: Kommunisták Magyarországi Pártja) در ۲۴ نوامبر ۱۹۱۸ تأسیس شد و در مدت کوتاهی ‎۱۹۱۸–۱۹۱۹ تحت رهبری بلا کون و جمهوری شورایی مجارستان در قدرت بود. این دولت کمونیستی توسط ارتش رومانی سرنگون شد و فعالیت این حزب به شیوهٔ زیرزمینی ادامه پیدا کرد. این حزب پس از جنگ جهانی دوم قدرت خود را بازیافت و از ۱۹۴۵ تحت رهبری ماتیاش راکوشی سرکار آمد. در سال ۱۹۴۸ با حزب سوسیال دموکرات ادغام شد تا حزب کارگران مجارستان تشکیل شود. حزب کمونیست مجارستان عضو کمینترن بود.